# Nomilina
La nomilina è un limonoide che si trova nei semi di arancio e limone. È una sostanza amara e si presenta sotto forma di polvere bianca e cristallina.